# Switchover
Unter einem Switchover ist in der Informationstechnik ein Wechsel von einem Primärsystem zu einem Standby-System zu verstehen.
Anders als bei einem Failover, mit dem ein ungeplanter Wechsel zum Standby-System bezeichnet wird und der zum Beispiel aufgrund des Ausfalls des Primärsystems oder des Netzwerks zum Primärsystem auftritt, wird unter einem Switchover ein geplanter Wechsel verstanden, der gezielt von einem Systemadministrator initiiert wird. Ein Switchover wird beispielsweise ausgeführt, um die Funktionsfähigkeit des Standby-Systems zu prüfen oder aber um bei Wartungsarbeiten am Primärsystem die Dienste vorübergehend auf dem Standby-System zur Verfügung zu stellen.
Ein Switchover kann durch eine Cluster-Manager-Software oder bei Standby-Datenbanken durch Erweiterungen der Datenbankhersteller oder fremder Anbieter ermöglicht werden.